# Office anti-stupéfiants
L'office anti-stupéfiants (OFAST, OFast ou Ofast) est une agence française chargée de coordonner la lutte contre le trafic de stupéfiants sur le territoire français. Annoncée en septembre 2019, elle est opérationnelle depuis le 1er janvier 2020 et succède à l'Office central pour la répression du trafic illicite des stupéfiants (OCRTIS). Elle fait partie du plan national de lutte contre les stupéfiants, mis en route par le gouvernement. L'office était dirigé par Stéphanie Cherbonnier, contrôleuse générale des services actifs de la Police nationale, depuis sa création en 2020, jusqu'en juillet 2024.  Durant la vacance, Christian de Rocquigny, chef adjoint de l'Office antistupéfiants en assure la direction. Dimitri Zoulas est nommé à la tête de l'Ofast à partir du 1er février 2025.

## Histoire et organisation
À la suite de controverses et scandales liés à des livraisons surveillées de stupéfiants et à la gestion des informateurs hors cadre légal, une réorganisation de la lutte contre les trafics est décidée. Le gouvernement annonce en septembre 2019, la création de l'OFAST, opérationnel depuis le 1er janvier 2020. Il remplace l'l'Office central pour la répression du trafic illicite des stupéfiants (OCRTIS). Il dispose de seize antennes comprenant 150 policiers et gendarmes.
L'OFAST est un service central à compétence nationale, chef de file pour la lutte contre les trafics de stupéfiants.
L'OFAST est placé sous l'autorité du directeur central de la police judiciaire. Son fonctionnement est interministériel associant l'autorité judiciaire et l'ensemble des services concernés (justice, police, gendarmerie, douane, administration pénitentiaire, administration fiscale, etc.).
Le premier chef de l'OFAST est une contrôleuse générale des services actifs de la Police nationale et le chef-adjoint un procureur de la République, détaché également comme contrôleur général. L'OFAST est structuré en trois pôles : un pôle opérationnel dirigé par un commissaire divisionnaire, un pôle stratégie dirigé par une administratrice des douanes et un pôle renseignement, dirigé par un colonel de gendarmerie.
L'OFAST est un service opérationnel qui conduit ses propres enquêtes et a pour vocation de coordonner les enquêtes réalisées par les autres services concernant les trafics d'envergure. A ces fins, il travaille en étroite relation avec la juridiction nationale de lutte contre la criminalité organise (JUNALCO) et les juridictions interrégionales spécialisées (JIRS), dans le cadre de saisines conjointes avec les services territoriaux de la police ou de la gendarmerie. L'OFAST est le point d'entrée et contact privilégié des autres services étrangers spécialisés dans la lutte anti-drogue.
Il dispose d'un maillage de cellules du renseignement opérationnel sur les stupéfiants (CROSS) dans chaque département.
Né le 1er janvier 2020, l'OFAST s'appuie sur plus de 200 agents issus de la police judiciaire, de la douane, de la gendarmerie, du ministère de la Justice et même des Finances publiques.
L'Ofast est implantée aux Antilles françaises au Fort Saint-Louis à Fort-de-France en Martinique, avec des antennes en Guadeloupe et à Saint-Martin. Fort de 60 à 70 enquêteurs pour la zone Caraïbe, l’Ofast centralise le renseignement et collabore avec l'ensemble des services sur le terrain.
Le rapport de l’OFAST sur « l’état de la menace liée aux trafics de stupéfiants 2025 » fait état d'une « menace existentielle pour notre pays », dans un document confidentiel de 62 pages, prenant en compte les informations en provenance de trente administrations et services français (police, gendarmerie, douanes, renseignement territorial, Tracfin, DGSE, Marine nationale…) : Marché de la cocaïne en forte hausse, violences record, 7 milliards de chiffre d’affaires, « narco-corruption », 2 729 points de deal. C'est une alerte sur l’emprise grandissante du trafic de drogue en France par des groupes criminels toujours plus puissants,.

## Direction
L'office anti-stupéfiants est dirigé, depuis sa création le 1er janvier 2020, par la contrôleuse générale des services actifs de la Police nationale Stéphanie Cherbonnier, nommée à ce poste par un arrêté du ministre de l'Intérieur du 31 décembre 2019. Elle est reconduite dans ses fonctions deux ans et demi plus tard par un nouvel arrêté du 30 août 2022. Elle quitte ses fonctions en juillet 2024, à la suite de sa nomination comme inspectrice générale, directrice nationale adjointe de la Sécurité Publique. Christian de Rocquigny assure l'interim. Le 13 janvier 2025, le ministre de l’Intérieur Bruno Retailleau annonce la nomination de Dimitri Zoulas à la tête de l'Ofast à partir du 1er février,.

## Marché illégal de la drogue
En 2022, selon Stéphanie Cherbonnier, l'office fait face à un marché de la drogue illégal porté par la demande qui est forte. « le cannabis, c'est 900 000 usagers quotidiens et pour la cocaïne, 600 000 usagers annuels ». L'office mène la lutte et obtient des résultats par la saisie en quantité de différentes drogues, le démantèlement d'organisations criminelles, et la hausse des arrestations de trafiquants. Une lutte plus efficace contre la corruption est nécessaire. « Sans la corruption, qu’elle soit publique ou privée, les trafics ne prospèrent pas. Cela peut toucher des personnels des ports ou aéroports, des policiers, des gendarmes, des douaniers… Aucune profession n’est épargnée, dès lors que vous avez des trafiquants qui offrent des sommes très conséquentes ».
Le 27 novembre 2023, elle répondait à une audition au Sénat dans le cadre de la commission d’enquête sur l’impact du narcotrafic en France et les mesures à prendre pour y remédier. « Le trafic de stupéfiants, c’est le premier marché criminel au monde. En France, il représente un chiffre d’affaires évalué à trois milliards d’euros et on estime à 240 000 le nombre de personnes qui vivent directement ou indirectement de ces trafics », a-t-elle rappelé en ouverture de son audition ».

## Succès et difficultés
En 2021, les saisies de stupéfiants connaissent un niveau historiquement élevé, 96 tonnes de cannabis, 23 de cocaïne et 1,2 d’héroïne.
En novembre 2022, à la suite d'une enquête sur le parcours du trafic de cocaïne en provenance des Antilles françaises, en suivant une cargaison du Havre jusqu'à Strasbourg, la police a interpellé neuf personnes en train de décharger la marchandise, l'opération et les perquisitions ont permis la saisie de 334 kg de cocaïne, 750 à 800 000 euros, une dizaine de véhicules de luxe et des bijoux de marque. 
En 2022, 27,7 tonnes de cocaïne ont été interceptées dont 55 % provenaient des Antilles et de Guyane, zone de transit avant d’arriver en métropole,. Selon Clarisse Taron, procureure de Fort-de-France, lors de son audition par une commission d'enquête parlementaire, la corruption est une des difficultés de la lutte antistupéfiants car elle peut toucher les dockers, les employés du port, ceux de la CMA CGM et les vigiles et s'étendre aux douaniers, aux fonctionnaires de police, aux fonctionnaires de justice.
En juin 2023, dans le cadre d’une enquête sur un réseau de trafic de drogue de la cité des rosiers, dans le 14e arrondissement de Marseille. Près de 285 000 euros et 45 kilos de cocaïne ont été saisis. Une enquête menée sur un réseau de blanchiment d’argent de la drogue a donné lieu à 21 mises en examen.
En juillet 2023, treize personnes, dont onze policiers adjoints, soupçonnées d'avoir fait passer de la cocaïne par avion de la Guyane vers la métropole, ont été mises en examen et placées en détention provisoire. Les policiers, essentiellement de la police aux frontières (PAF), profitaient de leur uniforme pour éviter des contrôles de sécurité.
En 2023, Moufide Bouchibi, Hakim Berrebouh, Mohamed Djeha…, "barons" de la drogue, sont interpellés grâce à des informations de l’Ofast, l’Office antistupéfiants.
Le 4 avril 2024, à Marseille, l’IGPN a mené des perquisitions sur des soupçons de corruption de policiers de l'OFAST, à la suite d'une enquête ouverte par le parquet. Un sac avec un demi-million d’euros en liquide a été saisi,.
En avril 2024, les enquêteurs marseillais ont conduit des opérations ciblant des ravitailleurs de trois cités différentes des quartiers nord à Marseille . Le bilan monte à 28 interpellations et plus de 100 kg de stupéfiants saisis chez des ravitailleurs. Au bilan des Opérations « place nette », quatre tonnes de drogues et 20 millions d’euros d’argent frais ont été saisis en un mois, 600 personnes ont été présentées à un juge
En novembre 2024, les enquêteurs de l'antenne de l'Ofast de Marseille ont saisi près de 1,2 million d'euros issus d'une filière de blanchiment de trafic de stupéfiants, dans le même cadre 15 interpellations ont eu lieu en Provence-Alpes-Côte d'Azur et Île-de-France.
En décembre 2024, plus de deux tonnes de cocaïne sont saisies sur le port du Havre, à la suite d'une opération réalisée par la section de recherches de la gendarmerie de Rouen et l'Ofast. Le mode opératoire nouveau dans ce port est basé sur l'échange d'un conteneur au « marquage identique à un conteneur déjà référencé dans la cargaison d'un navire à décharger » pour faire échapper au contrôle des scanners le conteneur contenant la drogue et le faire sortir de l'emprise portuaire.
En avril 2025, deux policiers de l’OFAST de Marseille sont mis en examen et incarcérés. Les investigations « ont révélé des échanges entre des policiers et d’autres personnes, portant sur la cession d’au moins 360 kilos de cocaïne, en dehors de tout contrôle hiérarchique, et sur la dissimulation des quantités réelles arrivées sur le territoire ». Ces faits se sont déroulés en 2023 lors d’une livraison surveillée de drogue en provenance de Colombie. En juin, un capitaine de l’Ofast à Marseille est mis en examen pour« importation de stupéfiants en bande organisée », « faux en écriture publique par personne dépositaire de l’autorité publique », « trafic de stupéfiants » et « atteinte à l’intimité par captation d’images non autorisées ». Pour la même affaire, deux commissaires de l’Office anti-stupéfiants de Marseille sont placés en garde à vue. La juridiction nationale de lutte contre la criminalité organisée (Junalco), est chargée de l'ensemble du dossier sur l'opération « Trident » censée faire tomber l’un des principaux réseaux de narcotrafiquants marseillais, le clan de la Castellane, dirigé par Mohamed Djeha, alias « Mimo », finalement interpellé en Algérie,. La cheffe de l’antenne de l’OFAST de Marseille et son adjoint sont mis en examen pour « complicité de faux en écriture publique par personne dépositaire de l’autorité publique », « atteinte à l’intimité de la vie privée » et « violation du secret d’une enquête ». L'Inspection générale de la police nationale mène le 22 juillet 2025 des perquisitions au siège central de l'OFAST à Nanterre, dans le cadre de la même affaire,.
Après 18 mois d’enquête pilotée par l'OFAST, une opération anti-drogue au large des côtes normandes a permis de saisir 630 kg de cocaïne, d’une valeur de 37 millions d’euros. La drogue a été larguée en mer en ballots par un cargo et été récupérée par, en particulier, des bateaux de pêche. Onze personnes ont été mises en examen, dont des marins-pêcheurs basés à Ouistreham (Calvados).
Le 15 juillet 2025, l’antenne martiniquaise de l’OFAST, à Fort-de-France, à la suite de l’arraisonnement d’un cargo par la marine nationale dans les eaux territoriales, a découvert environ 5 tonnes de cocaïne à bord. Selon l'OFAST, depuis le début de l'année 2025, 42 tonnes de cargaison de cocaïne ont été saisies en mer.
En août 2025, à la suite d'une enquête lancée en octobre 2024 par l'OFAST de Nantes, un important réseau d’approvisionnement en stupéfiants dans le quartier de Basse-Goulaine est démantelé, « 10 valises contenant un total de 350 kg de résine de cannabis, 12 600 euros[,] 3 armes à feu », et 5 automobiles utilisés en go fast sont saisis. 5 personnes sont interpellées, déférées devant le juge d'instruction et placées en détention provisoire. Le réseau fournissait en particulier le trafic du quartier de la Bottière,.